# Каеп
Каеп (кхмер. ខេត្តកែប) — провінція в південно-східній частині Камбоджі. Адміністративний центр - однойменне місто. Розташована за 20 кілометрах від кордону з В'єтнамом. Площа становить 336 км (найменша провінція країни).

## Історія
Це одна з наймолодших провінцій країни. Поряд з провінціями Сіануквіль і Пайлін вона була створена 22 грудня 2008 року указом короля країни, Нородома Сіамоні.
За часів французької колонії, у 1900—1960-х роках, місто було процвітаючим курортом для французької камбоджійської еліти. З приходом червоних кхмерів (1975-1979 роки) більшість особняків та вілл були зруйновані і до сьогоднішнього дня перебувають у запустінні, проте сліди колишньої пишності ще де-не-де видно. Уздовж океану йдуть широкі променади, стоїть кілька великих статуй. Король Сіанук побудував тут резиденцію з видом на Сіамську затоку, але ніколи в ній не жив.

## Населення
За даними на 2013 рік чисельність населення становить 39 058 осіб.

## Адміністративний поділ
В адміністративному відношенні провінція поділяється на 2 округи:
- 2301 Дамнак Чангаор (Damnak Chang'aeur).
- 2302 Місто Каеп (Ciudad de Kep).

## Туризм
Каеп пов'язаний гарною дорогою з Кампотом. Пляжі Каепа із темного піску, на відміну від Сіануквіля, де білий пісок. Місто відоме своєю морською кухнею — особливо, крабами під соусом із зеленого кампотського перцю. Неподалік узбережжя розташовані кілька островів, один з яких — Кох Тонсей, всього за 4,5 км на південний захід від Каєп. Площа острова - близько 2 км². Туристи приїжджають сюди заради чудових піщаних пляжів. Прибережні води цікаві безліччю коралів, морськими тваринами та рослинами, які приваблюють сюди дослідників та екологів.
На території провінції розташовується національний парк Каеп.

## Галерея

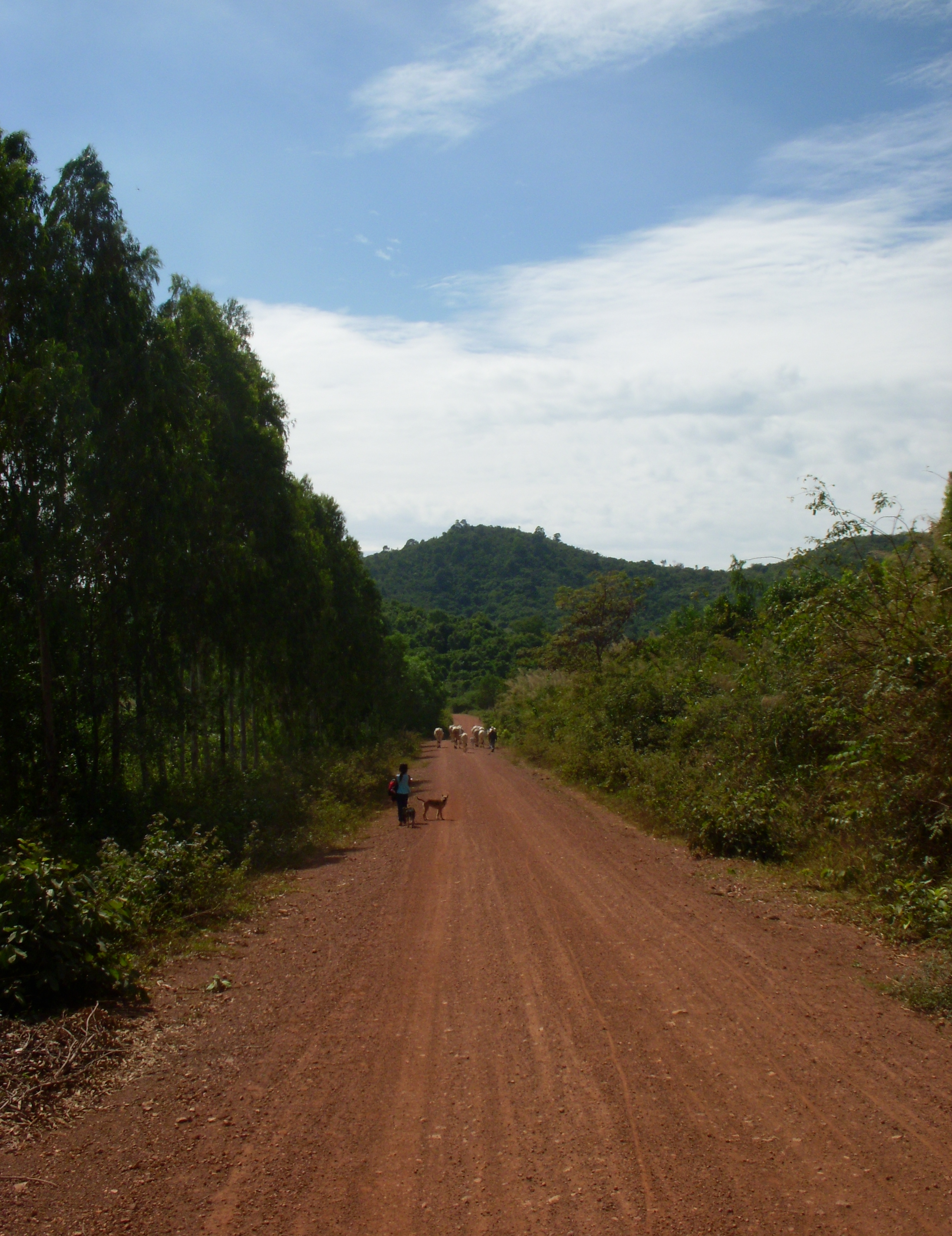
Дорога в провінції Каеп
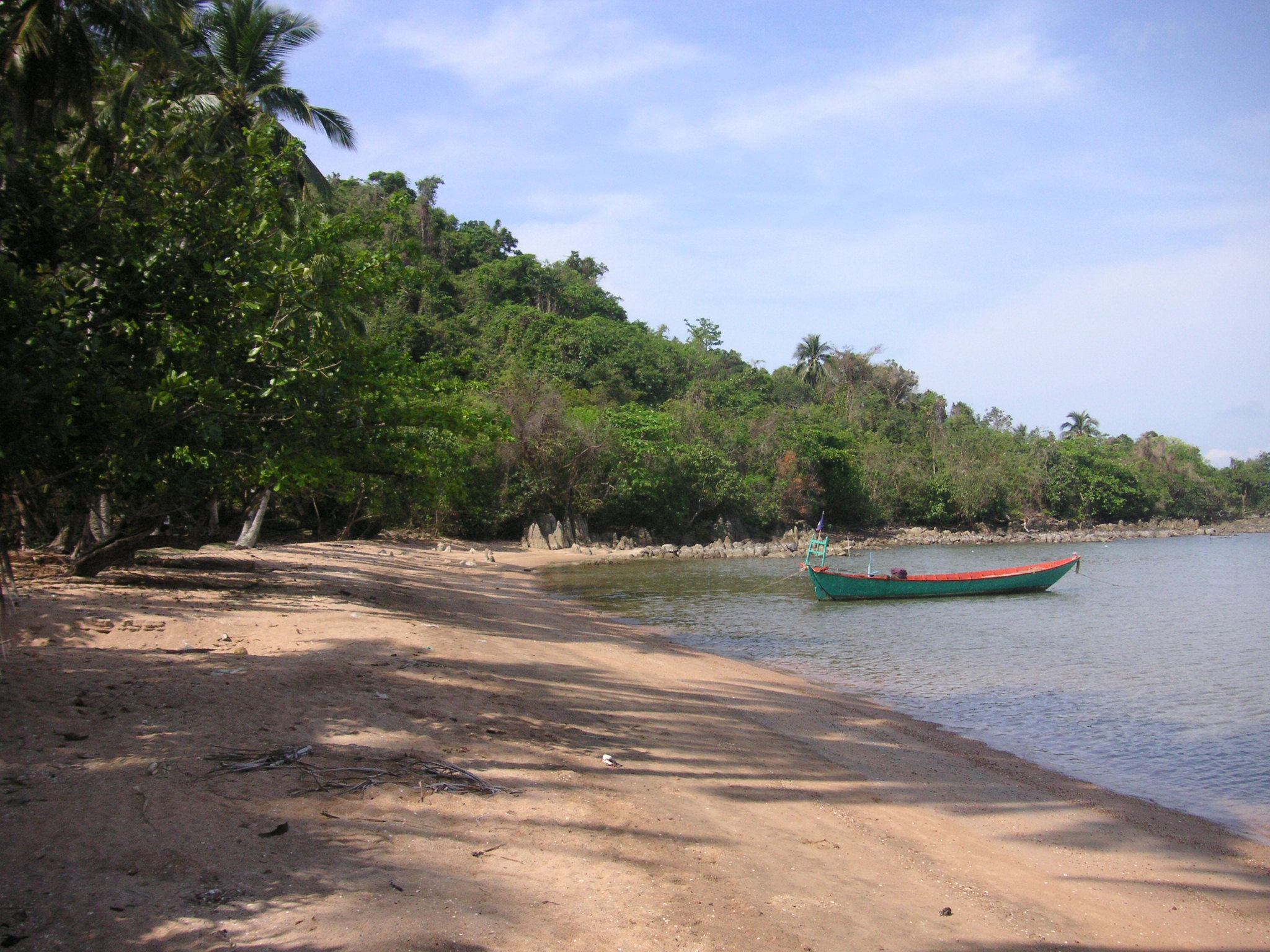
Пляж на острові Кох Тонсей
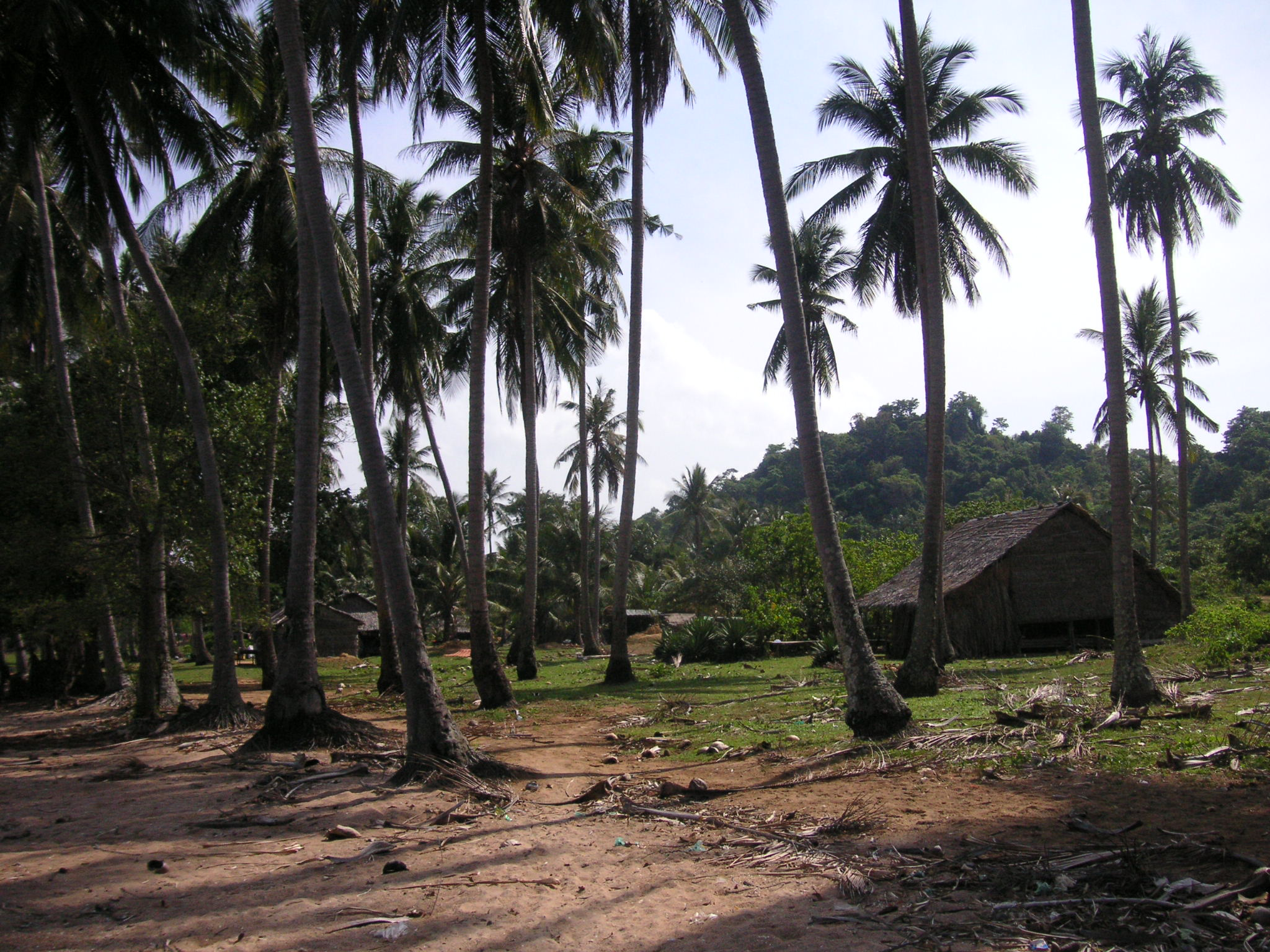
Пальми на острові Кох Тонсей
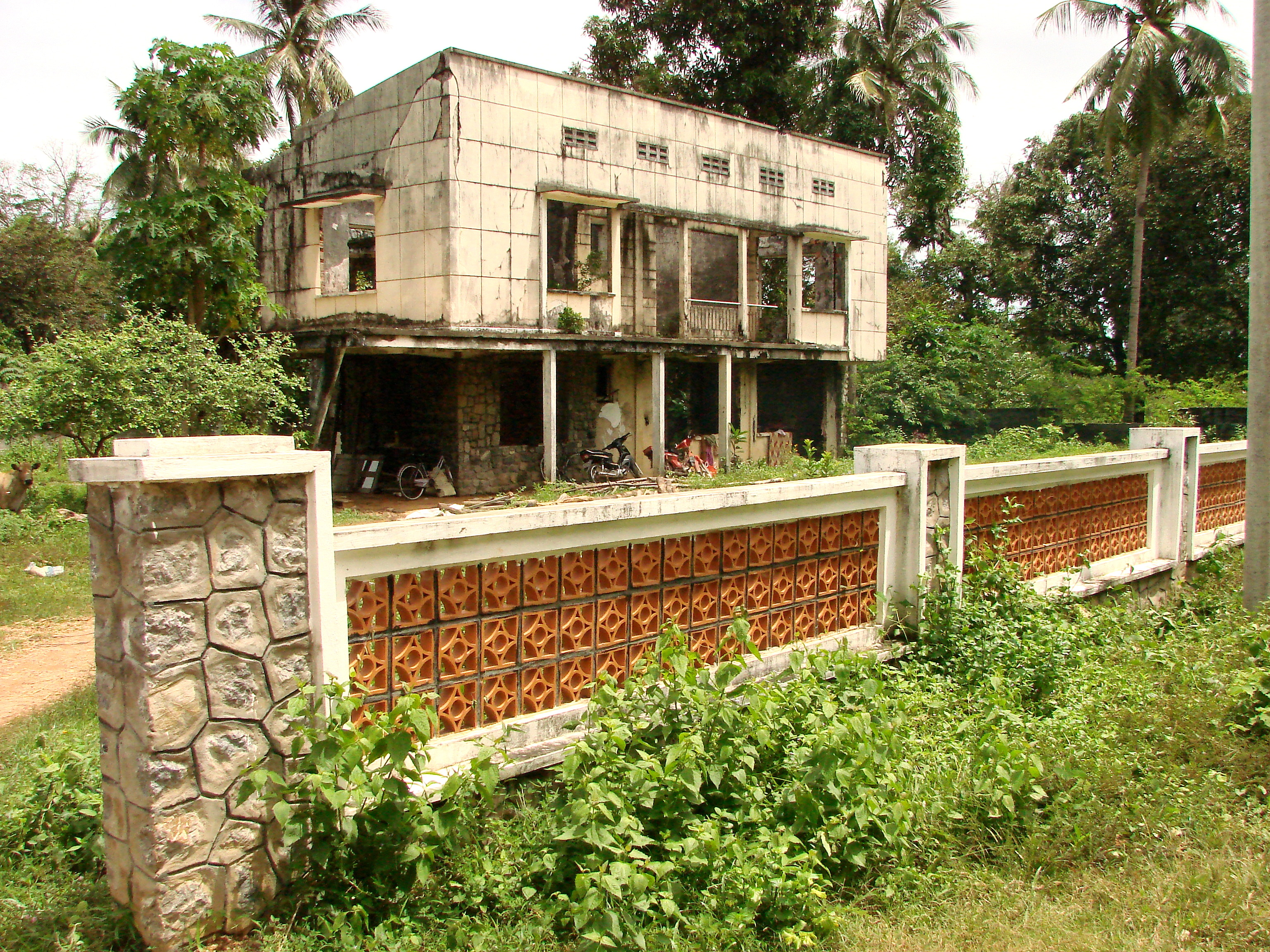
Буділвя, зруйнована червоними кхмерами